# Bankó Miklós (villamosmérnök)
Bankó Miklós (Budapest, 1958. április 2. –) okleveles rendszerszervező, villamosmérnök, informatikai szakértő. Édesapja id. Bankó Miklós építőmérnök (1930–2020).

## Tanulmányai
Tanulmányait a Fővárosi Tanács Ipari Szakközépiskolájában kezdte (1972–1976). Édesapja segítségével már ebben a korában megismerkedett a programozható mágneskártyás zsebszámológép kezelésével. A középiskola után elvégezte a Kandó Kálmán Villamosipari Műszaki Főiskolát, ahol erősáramú mérnöki oklevelet kapott. A Számítástechnika tantárgy itt is erőssége volt. 1982–1985 között a Budapesti Műszaki Egyetemen számítástechnikai szakmérnöki végzettséget szerzett, ezzel párhuzamosan – 1983 és 1985 között – a SZÁMALK hallgatójaként végzett és rendszerszervező diplomát vehetett át.

## Szakmai pályafutása
Szakmai pályafutását 1980-ban a Könnyűipari Szerelő és Építő Vállalat Tervező Irodájában kezdte műszaki-informatikai munkakörben. Közben középiskolás diákok részére is tartott foglalkozásokat a számítógépek témakörében. 1982-ben alkatrészekből saját maga állította össze első számítógépét. 1982–1985 között a Honvédelmi Minisztériumban számítástechnikai szakértői munkakörben dolgozott. Tagja volt az akkoriban működött Sinclair Klubnak, ahol számos számítástechnikai szakemberrel került kapcsolatba. 1983-ban megalapította a mikroszámítógépes műszaki innovációval foglalkozó MICROTEAM Gmk.-t, majd 1989-ben a MICROTEAM Számítástechnikai és Szolgáltató Kft.-t, amelynek tulajdonosa és ügyvezető igazgatója volt. E mellett 1985 és 1989 között a sok üzletággal foglalkozó VEKISZ Szövetkezetben a számítástechnikai területet vezette és a szövetkezet elnökhelyettese is volt.
Pályafutása során az irodai számítástechnika és az ehhez kapcsolódó területeken dolgozott, hálózatok kiépítésével, számítógépek készítésével, kereskedelmével, szervíztevékenységével, tanácsadással és oktatással foglalkozott. Szakértelmét és szolgáltatásait sok cég,  intézmény és magánszemély vette igénybe informatikai feladatok megoldásában. 2023-ban nyugdíjba vonult, vállalkozását – az 1983-ban alapított MICROTEAM céget – 40 év sikeres működés után, saját kezdeményezésére, szabályos jogi keretek között, 2023. november 9-én végelszámolással megszüntette.
1981–1989 között több számítástechnikai szakkönyv társszerzője, szerkesztője és számos szakkönyv lektora volt. Ezek a munkái a Sinclair ZX81 ill . Sinclair ZX Spectrum, a Sinclair QL, a Commodore 64 számítógépekkel, a Pascal programozási nyelvvel, a dBase III Plus szoftver alkalmazásával foglalkoztak, de közreműködött a Népszerű elektronikai minilexikon szerkesztésében is.

## Publikációi
- ZX 81 BASIC programozási kézikönyv (lektor). 1983
- ZX Spectrum Bevezető és BASIC programozási kézikönyv (lektor). 1984
- ZX Spectrum BASIC és gépi kódú programozás (lektor). 1984
- ZX Microdrive és ZX Interface-1 (lektor). 1984
- ZX Spectrum Hardware alkalmazási segédlet (lektor). 1985
- ZX Spectrum Szervizkönyv (lektor). 1985
- ZX Spectrum ROM programja (lektor). 1985
- A ZX Spectrum programozása (lektor). 1985
- Rutinról-Rutinra (lektor). 1986
- Játék és Program Spectrum IV. (társszerzővel). 1988
- Spectrum Játék és Program 6. (társszerzővel). 1989
- SINCLAIR QL felhasználói kézikönyv (lektor). 1985
- SINCLAIR QL felhasználói programok (lektor). 1986
- COMMODORE 64 Software alkalmazói segédlet I. (lektor). 1984
- COMMODORE 64 Software alkalmazói segédlet II. (lektor). 1985
- COMMODORE 64 Software alkalmazói segédlet III. (lektor). 1985
- COMMODORE 64 adatfeldolgozási lehetőségei (lektor). 1986
- COMMODORE 64 Hardware alkalmazói segédlet Printerek Alkalmazói segédlet (lektor). 1985
- COMMODORE 64 ROM programja (lektor). 1985
- COMMODORE 128 alkalmazói segédlet (lektor). 1986
- Commodore 128 I. BASIC és felhasználó kézikönyv + JANE (lektor). 1987
- Commodore 128 II. Programozói kézikönyv (lektor). 1988
- Commodore VC-20 Felhasználói kézikönyv (társszerzővel). 1985
- A Pascal programozási nyelv (lektor). 1981
- dBASE III.plus – Software alkalmazói segédlet (lektor). 1987
- Népszerű elektronikai minilexikon (szerkesztő). 1985